# عبير الخضر
عبير الخضر (1972 - 29 مارس 2021)، ممثلة كويتية. بدأت التمثيل خلال دور «زوجة الأب الشريرة» في مسلسل الإمبراطورة، استمرت بعد ذلك بتقديم العديد من الأدوار الصغيرة والثانوية.

## أعمالها

### من المسلسلات
- الإمبراطورة.
- عزف الدموع.
- جمانة.
- البيت المائل.
- موزة ولوزة.
- وشاءت الأقدار.
- طول بالك - برنامج.
- دي تيوب - برنامج.
- العقيد شمة.
- المقرود.
- الاعتذار.
- المزواج - جزئين.
- الرهينة.
- ليلة عيد.
- عبرات وحنين.
- درب الوفا.
- عطر الجنة.
- لمحات.
- سقف واحد.
- النور.
- على ذمة التحقيق.
- الوجة المستعار.
- إللي ماله أول.
- البيت الكبير.

### من المسرحيات
- نيولوك.
- مولود بحبة فياجرا.
- قرقيعان.

## وفاتها
كانت تعاني من مرض السرطان قبل وفاتها بعدة سنوات. وساهمت إصابتها بفيروس كورونا بتأزم صحتها ونقص المناعة، حيث كانت ترقد في مستشفى بدرية الأحمد للسرطان لتلقي العلاج المعتاد، حتى توفيت في 29 مارس 2021 ميلاديًّا، الموافق 16 شعبان 1442 هجريًّا.

## روابط خارجية
- عبير الخضر على موقع قاعدة بيانات الأفلام العربية